# Anne Alvergue
Anne Alvergue (* im 20. Jahrhundert) ist eine US-amerikanische Filmeditorin und Filmschaffende, die gemeinsam mit Beth Levison in der Kategorie „Bester Dokumentar-Kurzfilm“ für einen Oscar für und mit der Netflix-Dokumentation The Martha Mitchell Effect nominiert wurde.

## Biografisches
Alvergue machte ihre Bachelor-Abschluss an der University of California, Berkeley (UC Berkeley) und ihren Master-Abschluss im Fach Dokumentarfilm an der Stanford University. Für ihr Erstlingswerk, den Kurzfilm Nightlight, wurde sie sowohl beim Humboldt International Film Festival als auch beim Black Maria Film und Video Festival ausgezeichnet.
Anne Alvergue ist in erster Linie Dokumentarfilmerin und arbeitet im Großraum New York als Redakteurin. Zu ihren Arbeiten als Filmeditorin gehören Love, Gilda (2018), Bully. Coward. Victim: The Story of Roy Cohn (2019), The Business of Birth Control (2021) und Body Parts (2022). In dem Dokumentarfilm Love, Gilda blickt die Schauspielerin und Komikerin Gilda Radner zurück und reflektiert Teile ihres Lebens und ihrer Karriere. Der Film wurde für zwei Primetime Emmys nominiert. Alvergue wurde bei den Telly Awards für ihre Arbeit mit jeweils einem Gold Telly und einem Silber Telly ausgezeichnet. Bei Bully. Coward. Victim: The Story of Roy Cohn handelt es sich ebenfalls um einen Dokumentarfilm. Diesmal wird ein Blick auf das Leben und das Werk von Roy Cohn, eines New Yorker Powermaklers und Juristen der McCarthy-Ära, geworfen. Alvergue wurde für ihre Arbeit an diesem Film für zwei Preise nominiert. 
Bei dem von Alvergue geschnittenen Dokumentarfilm The Business of Birth Controll richtet sich der Fokus auf die Nebenwirkungen, die mit der Einnahme von Antibabypillen verbunden sind. Body Parts ist der Titel eines weiteren Dokumentarfilms, bei dem Alvergue die Verantwortung für den Schnitt trug. Darin wird untersucht, wie nackte weibliche Körper in Hollywood auf der Leinwand und auch ansonsten hypersexualisiert, angegriffen und ausgebeutet werden. Für die 2022 veröffentlichte Netflix-Dokumentation The Martha Mitchell Effect erhielt Alvergue gemeinsam mit Beth Levison eine Oscarnominierung. Darin geht es um Martha Mitchell, die Ehefrau des Justizministers John N. Mitchell der Richard Nixon-Regierung, die zum Schweigen gebracht werden sollte, obwohl oder gerade weil, sich ihre gegen Nixon erhobenen Vorwürfe im Verlauf des Watergate-Skandals als wahr herausstellten. 

## Filmografie (Auswahl)
– als Editorin, wenn nicht anders angegeben –
- 2000: Nightlight (Kurzfilm)
- 2000: Bob Frissell: Nothing To Something
- 2001: Labor and Delivery (Fernsehserie; Videojournalistin)
- 2002: Anna Is Being Stalked (Kurzfilm; Lichttechnik)
- 2003: Married in America (Fernsehfilm)
- 2003: Art in the Twenty-First Century (Fernsehserie, Staffel 2, Episode 1 Stories, E2 Loss & Desire)
- 2003: Vis a Vis: Native Tongues (Fernsehfilm)
- 2004: Marxist Poetry: The Making of ‚The Battle of Algiers‘
(Video, Folge S1/E21 Little Beauties: Ultimate Kiddie Queen Showdown; Kamera)
- 2004: Cool in Your Code (Fernsehserie)
- 2005: Jules Dassin (Video)
- 2005: Timeless (Fernsehserie)
- 2005: The Music of Georges Delerue (Video)
- 2006: The Making of ‚Harlan County USA‘ (Video)
- 2007: The World Was Ours (Fernsehfilm)
- 2007: VH1 News Presents (Fernsehserie, Folge S1/E21 Little Beauties: Ultimate Kiddie Queen Showdown; Kamera)
- 2007: Sally Gross: The Pleasure of Stillness (Kamera)
- 2008: Project Child
- 2009: Tibet in Song
- 2009: Invent Nothing, Deny Nothing: Five Guys from Mamet’s Homicide
- 2009: Africa Rising
- 2010: Abbas Kiarostami on ‚Close-Up‘
- 2011: Being Elmo: A Puppeteer’s Journey
- 2012: The Space in Back of You
- 2012: Independent Lens (Fernsehserie S13/E17 Being Elmo)
- 2012: Still Moving: Pilobolus at Forty
- 2013–2016: Retro Report (Fernsehserie, 11 Folgen)
- 2015: Life After Hoop Dreams (Video)
- 2015: Echoes from the Attic (Kurzfilm)
- 2016: Howard Hawks and His Aviation Movies (Kurzfilm)
- 2017: Bogalusa Charm (Kamera)
- 2017: Samantha’s Amazing Acro-Cats
- 2018: Love, Gilda
- 2018: That Way Madness Lies…
- 2019: Museum Town
- 2019: Bully. Coward. Victim: The Story of Roy Cohn
- 2019: Retro Report on PBS (Fernsehserie, Folge Born By Surrogacy)
- 2020: Sky Blossom
- 2020: Container (Kurzfilm)
- 2020: Introducing Tell Me: Women Filmmakers, Women’s Stories (Kurzfilm)
- 2021: Omara
- 2021: The Budiness of Birth Control
- 2022: The Martha Mitchell Effect (Kurzfilm)
- 2022: Body Parts

## Auszeichnungen
|      | Ergebnis  | Kategorie                                                                      | Preisträger | Award                   | Festival                             |
| 2001 | Gewonnen  | Bester Studentenfilm Nightlight                                                | Anne Alvergue |                         | Humboldt International Film Festival |
| 2001 | Gewonnen  | Bestes Zitat Regie Nightlight                                                  | Anne Alvergue |                         | Black Maria Film and Video Festival  |
| 2020 | Gewonnen  | Beste Fernsehproduktion allgemein Love, Gilda                                  | Anne Alvergue, Lisa D’Apolito, James Tumminia, Bronwyn Berry, Meryl Goldsmith, Alan Zweibel, Robin Zweibel, Amy Entelis, Courtney Sexton, Evelin O’Hara | Gold Telly              | Telly Awards                         |
| 2020 | Gewonnen  | Beste individuelle Fernsehproduktion Love Gilda                                | Anne Alvergue, Lisa D’Apolito, James Tumminia, Alan Zweibel, Robin Zweibel, Amy Entelis, Courtney Sexton, Bronwyn Berry, Meryl Goldsmith, Evelin O’Hara | Silver Telly            | Telly Awards                         |
| 2021 | Nominiert | Beste Bearbeitung eines Sachfilms Bully. Coward. Victim: The Story of Roy Cohn | Anne Alvergue, Adam Kurnitz | Cinema Eye Honors Award | Cinema Eye Honors Awards             |
| 2023 | Nominiert | Bester Sachbuch-Kurzfilm The Martha Mitchell Effect                            | Anne Alvergue, Debra McClutchy | Cinema Eye Honors Award | Cinema Eye Honors Awards             |
| 2023 | Nominiert | Bester Dokumentar-Kurzfilm The Martha Mitchell Effect                          | Anne Alvergue, Beth Levison | Oscar                   | Academy Awards                       |